# Massaker von Saint-Genis-Laval

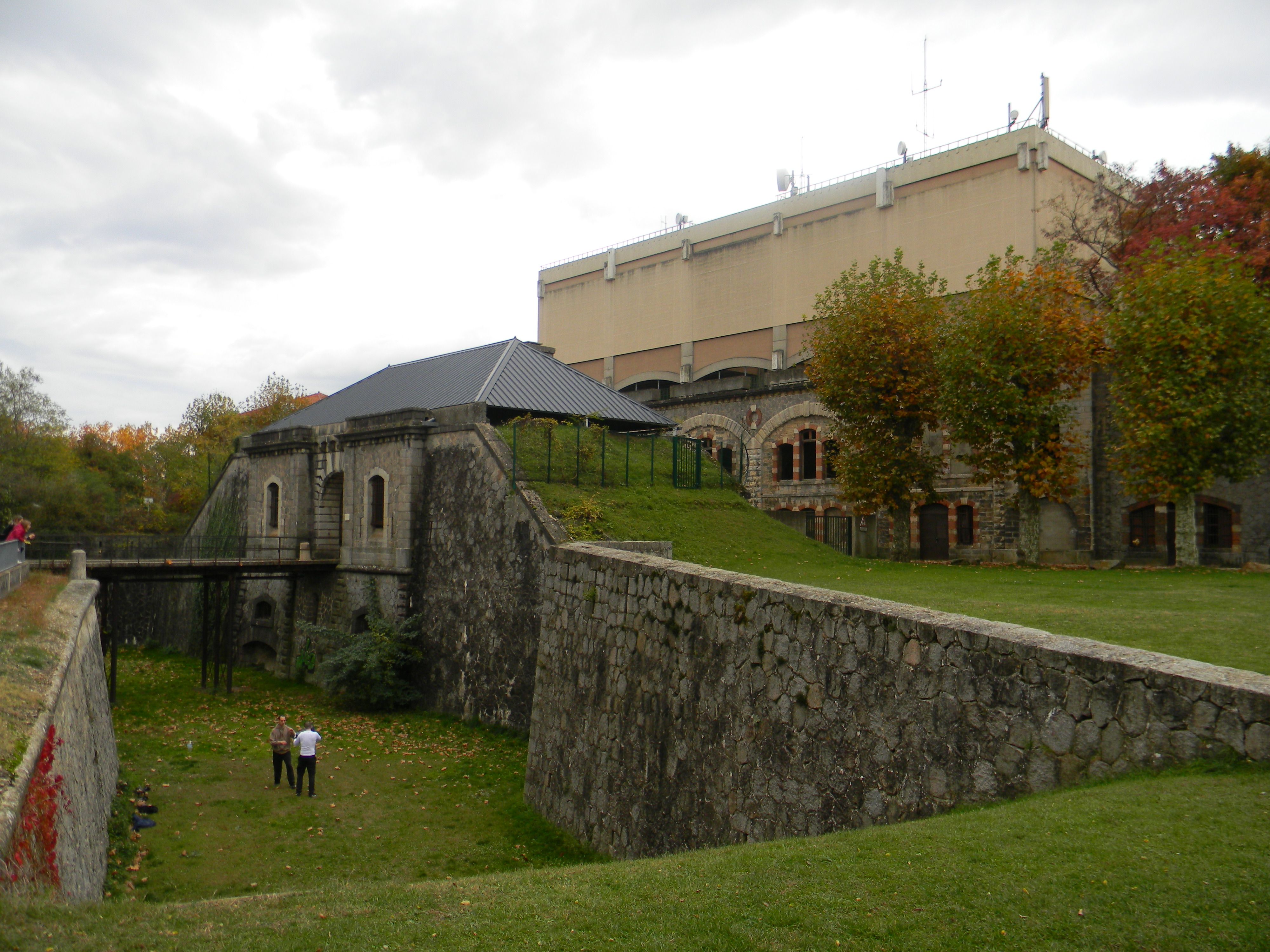
Fort de Côte-Lorette, 2011

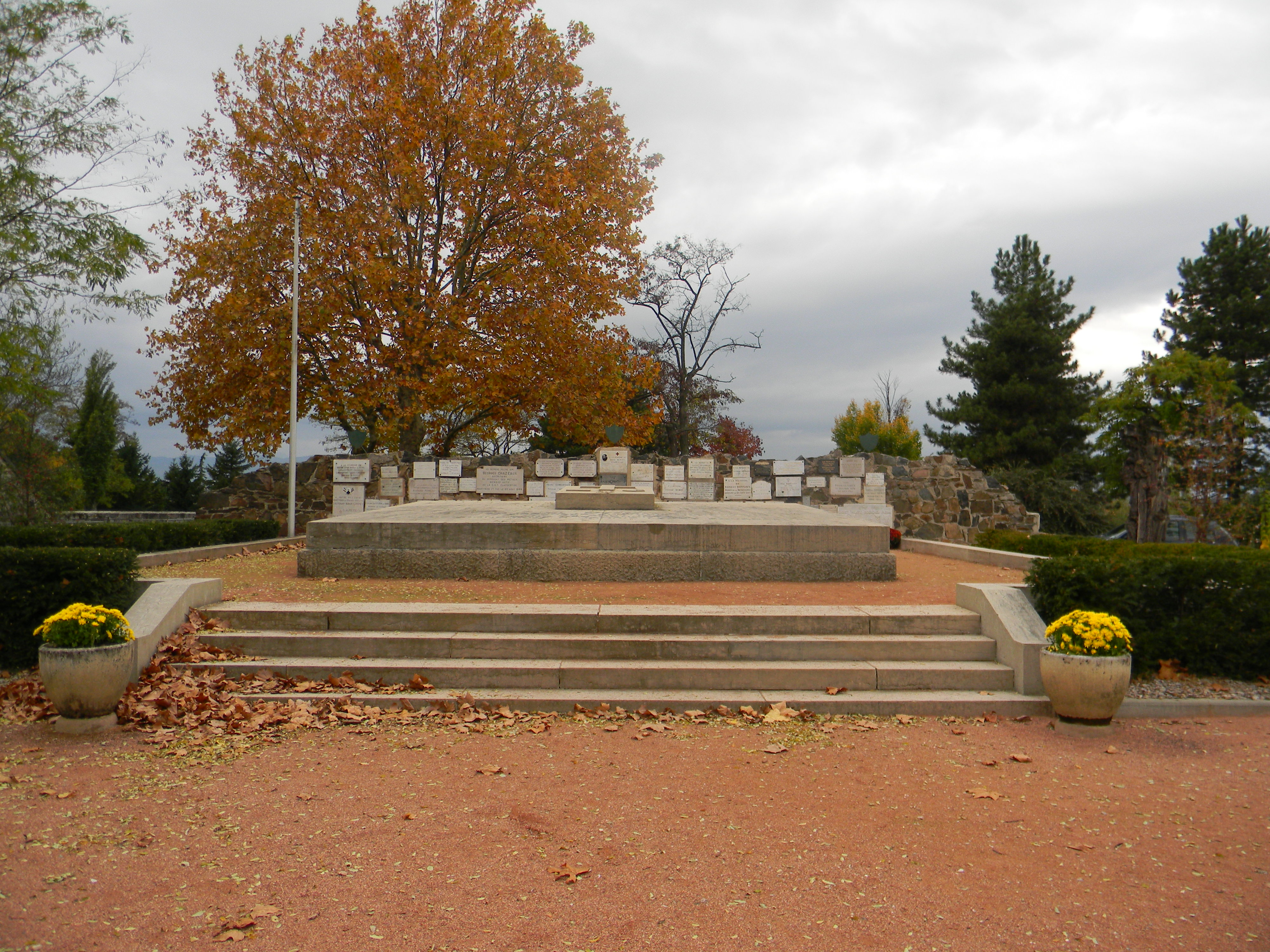
Mahnmal am Ort des Massakers, 2011

Beim Massaker von Saint-Genis-Laval wurden am 20. August 1944 von der Gestapo etwa 120 Männer und Frauen aus dem Lyoner Gefängnis Montluc nach Saint-Genis-Laval transportiert und dort in der Nähe des aufgelassenen Fort de Côte-Lorette von den deutschen Besatzern unter Mithilfe der Milice française in einem Wachhäuschen erschossen.
Ein Zeuge berichtete: „Am Schluss lagen die Leichen anderthalb Meter hoch, und ab und zu stiegen die Deutschen auf die Körper ihrer Opfer, um diejenigen, die noch stöhnten, zum Schweigen zu bringen.“ Das Haus wurde anschließend in Brand gesetzt.
Bei den Opfern handelte es sich um Angehörige der Résistance und um Geiseln, die die Deutschen unter der Zivilbevölkerung genommen hatten. Unter den Opfern befand sich Jeanine Sontag.
Pierre-Marie Gerlier, Erzbischof von Lyon, wurde durch das Massaker zu scharfem Protest gegen die deutschen Besatzungstruppen veranlasst. Der von Charles de Gaulle im April 1944 zum Commissaire de la République für die Region ernannte Yves Farge ließ als Reaktion 84 deutsche Gefangene der Résistance hinrichten und erreichte durch Drohung mit weiteren Exekutionen die Übergabe des Gefängnisses Montluc, wodurch 800 Gefangene dort vor der Ermordung gerettet wurden.
Die Gestapo stand in Lyon unter dem Befehl von Klaus Barbie. 1954 wurde Barbie von einem französischen Gericht in Abwesenheit zum Tode verurteilt. Er wurde jedoch von US-amerikanischen und deutschen Behörden sowie von seinem Aufenthaltsland Bolivien vor der Strafverfolgung geschützt. Barbie wurde erst am 4. Februar 1983 nach Frankreich ausgeliefert, dort zu lebenslanger Haft verurteilt und verstarb 1991 im Gefängnis in Lyon.